# Комиш-Бурунський залізорудний комбінат
Коми́ш-Буру́нський залізорудний комбінат — підприємство з видобутку, збагачення і агломерації руд заліза в Криму. Виготовляє офлюсований агломерат залізних руд і флюсовий вапняк.
Комиш-Бурунський залізорудний комбінат збудований в 1932-39 рр. на базі Камиш-Бурунського і Ельтиген-Ортельського родовищ бурих залізняків та Краснопартизанського родовища флюсових вапняків. Всі ці родовища розташовані в межах Керченського залізорудного басейну. Основний промисловий центр — м. Керч.
Промислова розробка залізних руд розпочата в 1845. Включає три залізорудних і один вапняковий кар'єр, дробильно-збагачувальну і агломераційну фабрики. Основні типи руд–тютюнового кольору (60 % запасів), перекриваються коричневими (окиснені) та ікряними (окиснені перевідкладені) рудами з різновидами: оолітовими і редковкрапленими. Основні компоненти руд — залізо і марганець; домішки — фосфор, арсен, оксиди кальцію, магнію і інші.
Запаси руди близько 350 млн т при вмісті заліза 42-51 %. Запаси флюсового вапняку близько 120 млн т (1983). Розкриття родовища — траншеями в центральній частині рудних полів. Системи розробки–транспортна і транспортно-відвальна з переміщенням розкривних порід у внутрішні відвали. Обладнання: багаточерпакові екскаватори, транспортно-відвальний міст, мехлопати, автосамоскиди, залізничний транспорт.
Техніка та технологія дозволяє забезпечити видобуток залізної руди на рівні 5 млн т, вапняку — 3 млн т. Вилучення 97,9 %, розубожування 0,57 %. Збагачення залізних руд здійснюється гравітаційними методами. Концентрат (вміст Fe 45 %) грудкують із доданням вапняку.